# Кристин Дејвис
Кристин Ланден Дејвис (енгл. Kristin Landen Davis; Болдер, 23. фебруар 1965) америчка је глумица.

## Филмографија
- , 1995
- , 1998
- , 1998
- , 2000
- Авантуре Ајкула-дечака и Лава-девојчице, 2005
- , 2006
- , 2006
- , 2008
- , 2009
- Секс и град 2 (Sex and the City 2), 2010